# Beniarrés
Beniarrés es un municipio de la Comunidad Valenciana, España. Situado en el norte de la provincia de Alicante, en la comarca del Condado de Cocentaina. Cuenta con una población de 1096 habitantes (INE 2024).

## Geografía
Situada en el valle de Perpuchente, al que cruza el río Serpis. Dista 20 km de Alcoy y se puede acceder desde Planes o Muro de Alcoy.

### Localidades limítrofes
Su término municipal limita con los de Gayanes, Lorcha, Planes, Beniatjar y Salem.

## Historia

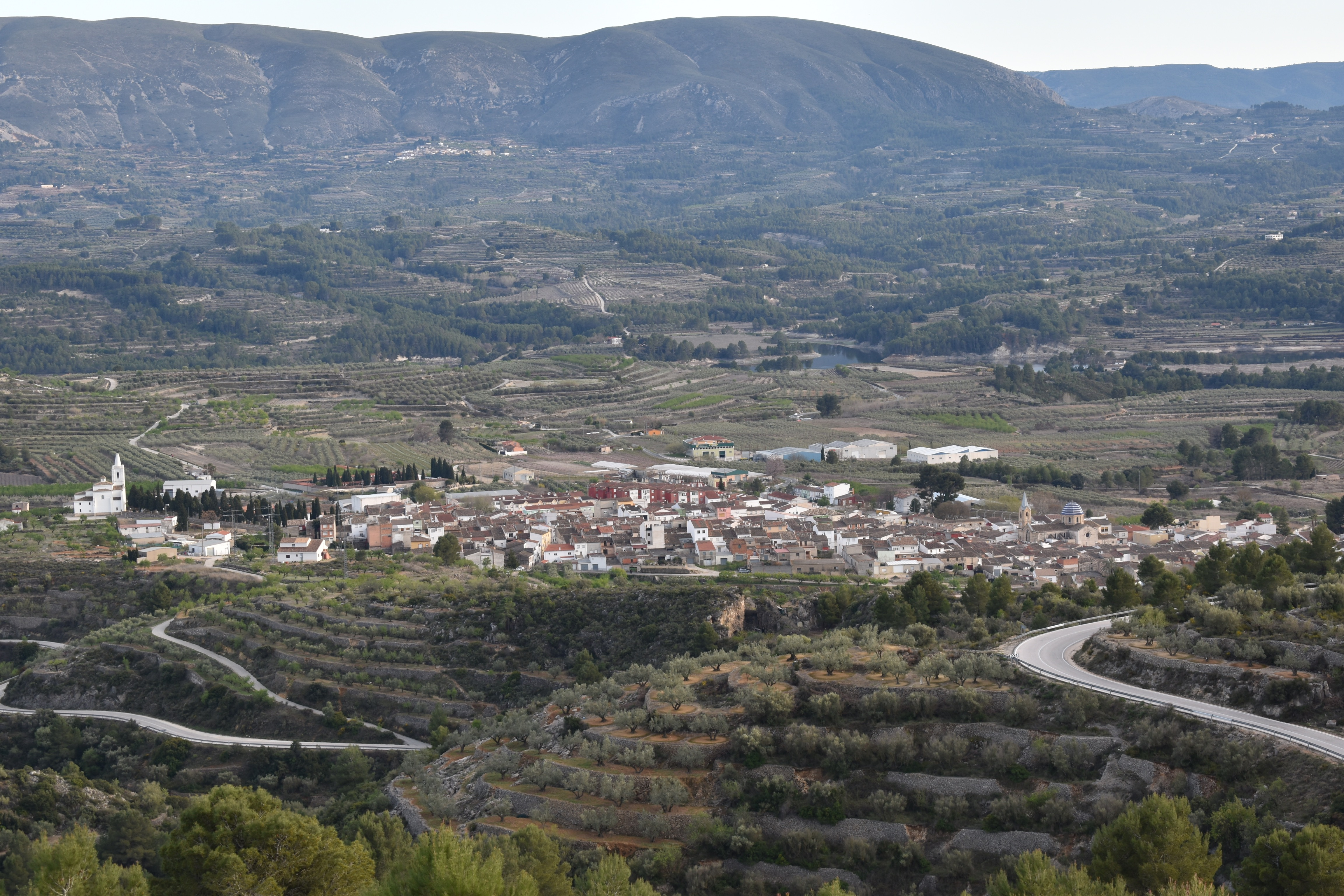
Vista general del pueblo

la muestra más antigua de población que se tiene constancia es la Cueva del Oro, V milenio  a. C., considerada como el yacimiento neolítico más importante de la Comunidad Valenciana.
El pueblo es de origen musulmán. Conquistado por Jaime I de Aragón el año 1253, estuvo integrado por moriscos hasta el año 1609 cuando fueron expulsados. Fue del señor de Beni Arráez (Beniarrés), el musulmán convertido al cristianismo llamado Almudino que perderá el lugar (debido a unas deudas contraídas) a favor de Ponç Guillem de Vilafranca, quien se lo apropió sin esperar sentencia del Justícia, por lo que Jaime I ordenó su resustitución. Dependió jurisdiccionalmente del castillo de Perpuchent, que fue concedido a Gil Garcés II de Azagra el 1259 por parte de Jaime I, debido a la primera revuelta de Al-Azraq. Posteriormente pasaría por las manos de distintos señores cristianos y de la orden de Montesa.
Fue en 1748, como consecuencia de los terremotos cuando se dio la providencial devoción de Frey Joseph Vilaplana quien supo inculcar a todos los habitantes de este pueblo la devoción a la Virgen de la Cueva Santa, nombrándola Patrona y Protectora del Lugar.
La llegada del Tren Alcoy Gandía en 1893 supuso una importante mejora de sus comunicaciones.

## Geografía humana

### Demografía
Cuenta con una población de 1096 habitantes (INE 2024).
| Gráfica de evolución demográfica de Beniarrés entre 1842 y 2021                                                       |
| |
| Población de derecho según los censos de población del INE. Población de hecho según los censos de población del INE. |

Desde principios del siglo XX se produce un incremento de la población, y en las décadas de los 50-60 desciende notoriamente debido a una gran emigración hacia Francia; en los años 70 se estabiliza en unos 1712 habitantes. Alcanza su mayor cifra en 1991 con 1445 pero va bajando hasta los 1271 de 2012.

### Economía
La agricultura que propicia el Serpis y la industria de Cocentaina son los pilares de su economía.

## Administración y política
En las elecciones municipales de España de 2023 el PP consiguió 5 regidores, 3 Acord per Guanyar, y 1 el PSPV-PSOE.
| Periodo   | Nombre                                                          | Partido      |
| --------- | --------------------------------------------------------------- | ------------ |
| 1979-1983 | José López Seguí                                                | UCD          |
| 1983-1987 | Copérnico Valor Valor                                           | PSPV-PSOE    |
| 1987-1991 | Copérnico Valor Valor                                           | PSPV-PSOE    |
| 1991-1995 | María Vicenta Crespo Domínguez                                  | PSPV-PSOE    |
| 1995-1999 | María Vicenta Crespo Domínguez                                  | PSPV-PSOE    |
| 1999-2003 | María Vicenta Crespo Domínguez                                  | PSPV-PSOE    |
| 2003-2007 | José Vicente Sanjuan Camps (hasta 2004) Luis Miguel Tomás López | PSPV-PSOE PP |
| 2007-2011 | Luis Tomás López                                                | PP           |
| 2011-2015 | Luis Tomás López                                                | PP           |
| 2015-2019 | Luis Tomás López                                                | PP           |
| 2019-2023 | Miguel Ángel Sanchis Jordà                                      | Compromís    |
| 2023-act. | Francisco Bernardo Sellés Sanchis                               | PP           |

## Monumentos y lugares de interés
Patrimonio artístico:

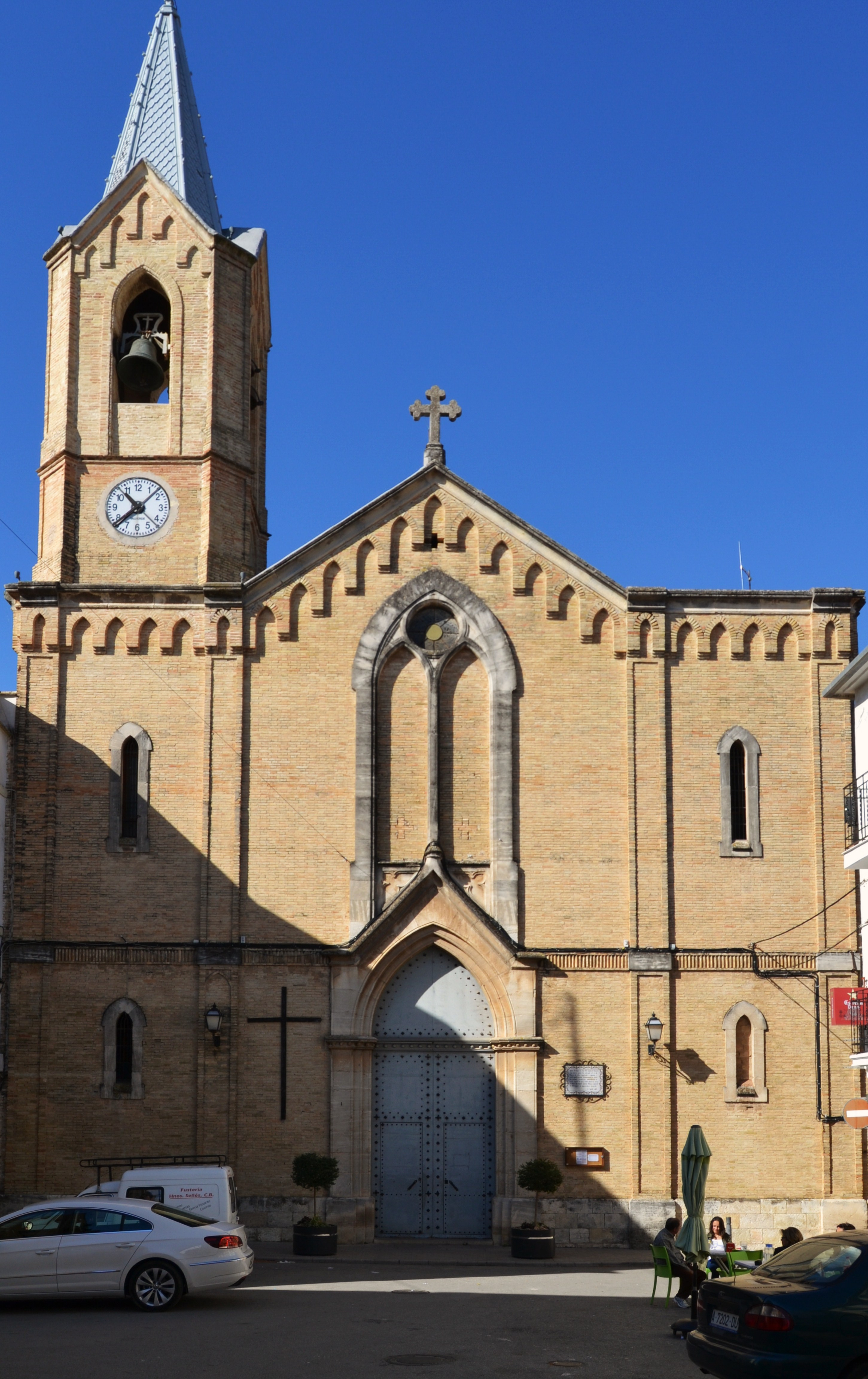
Iglesia de San Pedro Apóstol.

- Iglesia de San Pedro Apostol: edificada en el siglo XX sobre una antigua construcción gótica.

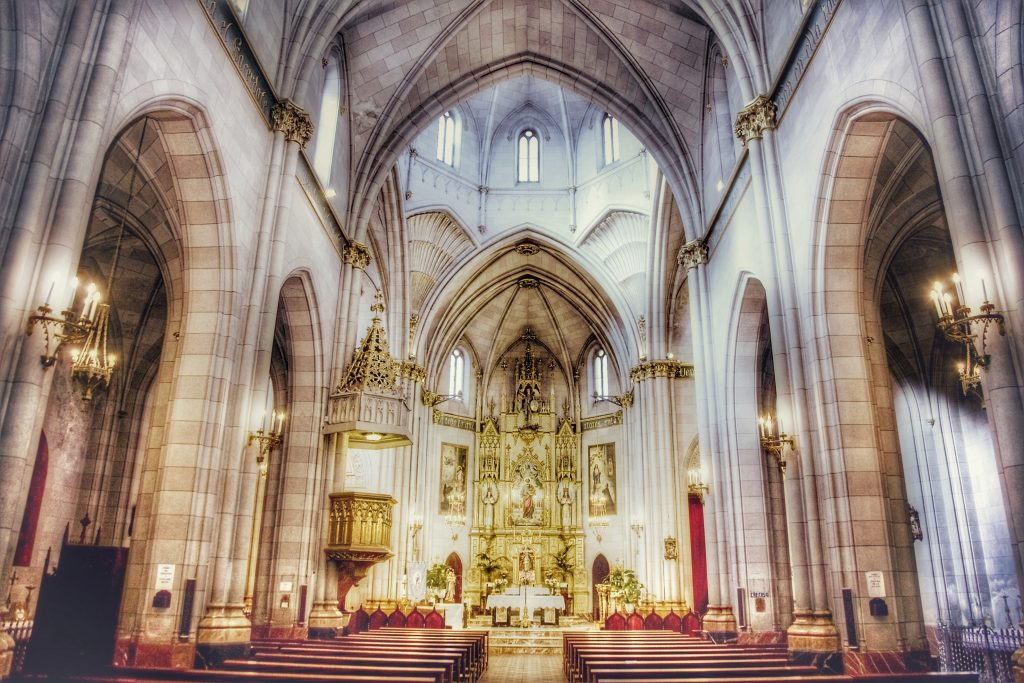
Església de Sant Pere Apòstol

- Ermita del Santo Cristo de los Afligidos: a la cual se accede tras la subida al calvario.

Lugares de interés:

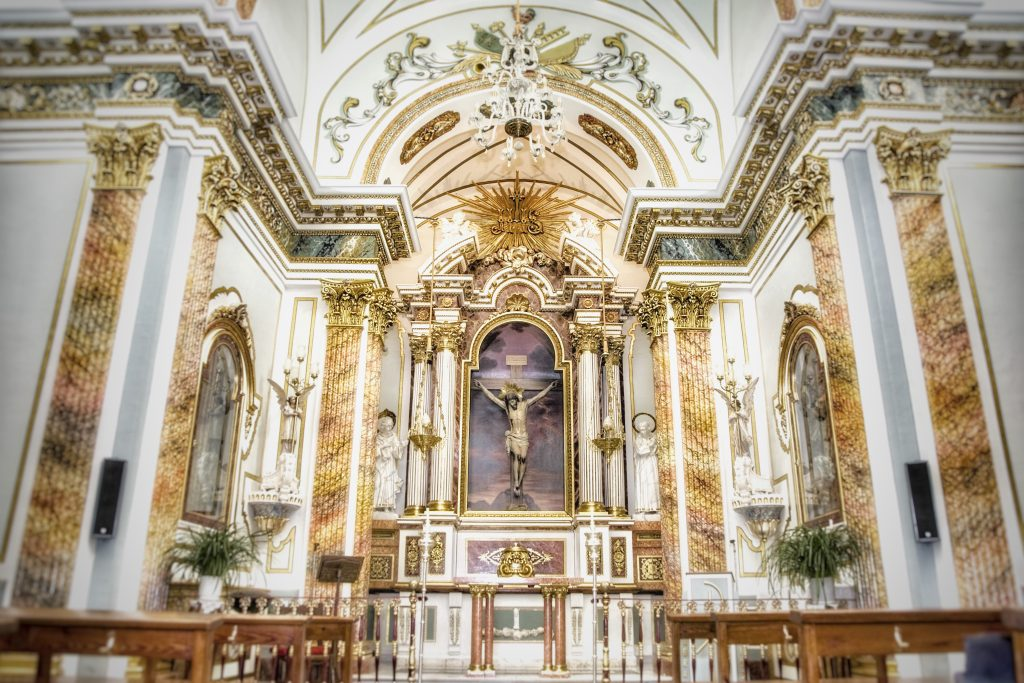
Ermita del Santíssim Crist dels Afligits

- Cova de l'Or: descubierta por Rafael Pardo Ballester, destaca por sus hallazgos de cucharas de hueso trabajado, adornos personales, utensilios de piedra pulida, cereales carbonizados, restos de animales domésticos y de cerámica neolítica de singular belleza. La prueba del carbono 14 de algunos de los objetos los sitúa en el 4670 a. C. Actualmente el material hallado se expone en el Museo de Prehistoria de Valencia y en el Museo Camil Visedo de Alcoy.

- Cova dels nou forats.

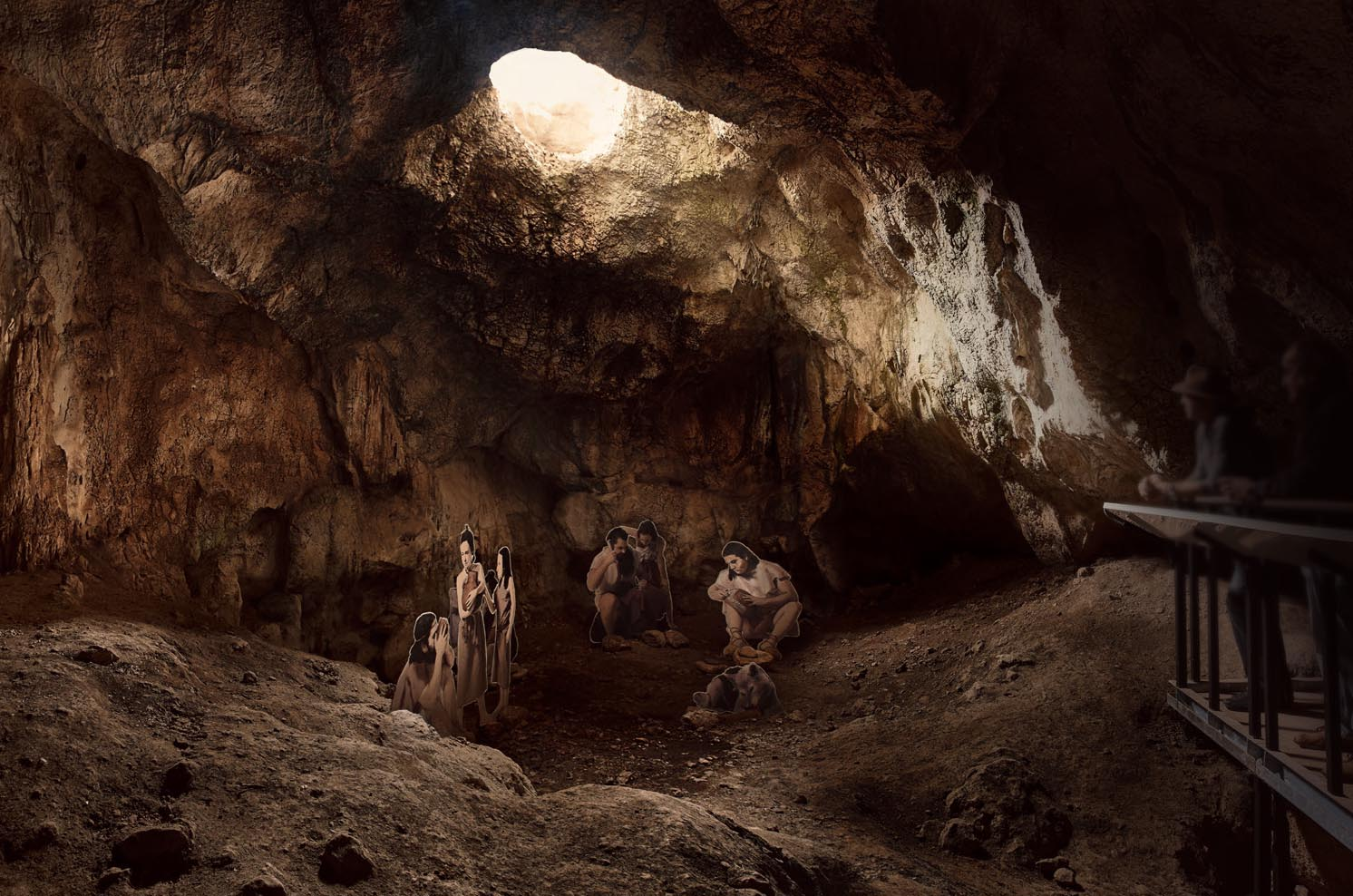
Cova de l'Or

- Presa de Beniarrés: es de propiedad estatal (pertenece a la Confederación Hidrográfica del Júcar) y su principal objetivo es el riego. Posee una presa de gravedad de una altura de 53 m y una extensión de agua de 260 Hectáreas. La capacidad total de agua embalsada puede llegar a los 31 hectómetros cúbicos que provienen principalmente del río Serpis.
- Sierra de Benicadell: constituye una frontera natural de aproximadamente 25 km de suroeste a nordeste entre la provincia de Alicante y la de Valencia. La altitud máxima de esta sierra es el pico Benicadell, de unos 1104 m de altitud.
- Vía verde del Serpis: Vía verde por el antiguo trazado del ferrocarril Alcoy-Gandía construido en 1892, a su paso por Beniarrés.

## Fiestas locales
- Festividad del Corpus-Christi.
- Fiestas de San Pedro. Se celebran el último fin de semana del mes de junio en honor al patrón del pueblo
- Fiestas Patronales. Se celebran del 15 al 18 de agosto en honor de la Virgen de la Cueva Santa
  - Día 14 de Agosto La Vespra
  - Día 15 de Agosto Mare de Déu de l'Assumpció
  - Día 16 de Agosto Sant Roc
  - Día 17 de Agosto Santíssim Crist de l'Empar
  - Día 18 de Agosto Mare de Déu de la Cova Santa

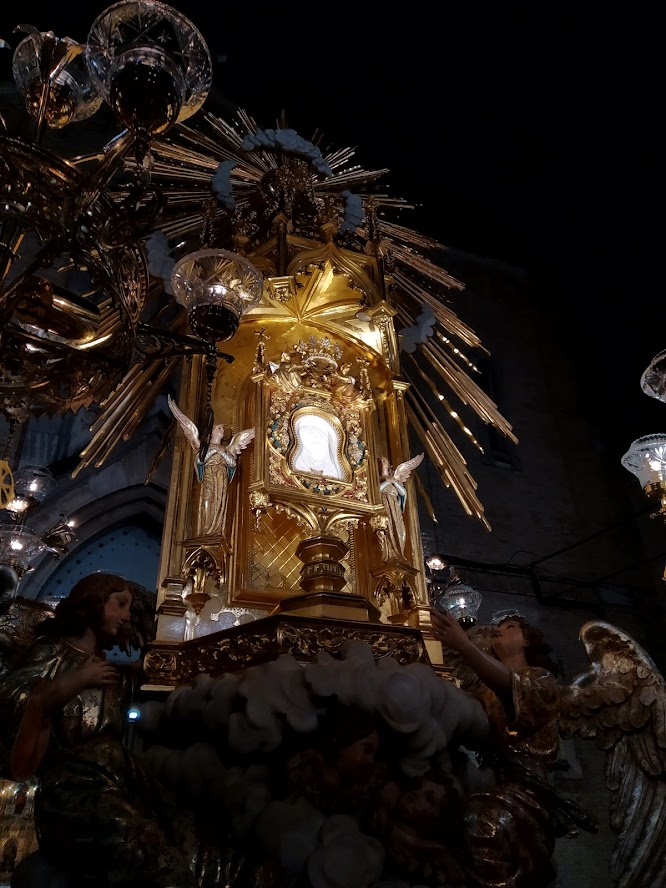
Mare de Déu de la Cova Santa en el dia de la seua processó, el 18 d'Agost